# Emil Nikolaus von Rezniček
Emil Nikolaus von Rezniček (ur. 4 maja 1860 w Wiedniu, zm. 2 sierpnia 1945 w Berlinie) – austriacki kompozytor.

## Życiorys
Ukończył studia prawnicze w Grazu. W latach 1881–1884 studiował w konserwatorium w Lipsku u Carla Reineckego i Salomona Jadassohna. Po ukończeniu studiów pracował jako dyrygent teatralny w Grazu, Zurychu, Szczecinie, Berlinie, Jenie, Bochum i Moguncji. Od 1887 roku przebywał w Pradze, początkowo jako dyrygent Deutsches Theater, a w latach 1888–1894 kapelmistrz wojskowy. Pełnił posadę kapelmistrza dworskiego w Weimarze (1896) i w Mannheimie (1896–1899). W 1902 roku wyjechał do Berlina, gdzie zorganizował Orchester-kammerkonzerte, a od 1906 roku uczył w Klindworth-Scharwenka-Konservatorium. W 1905 roku został zatrudniony jako dyrygent Filharmonii Warszawskiej, a od 1907 do 1909 roku był również dyrygentem opery warszawskiej. Od 1909 do 1911 roku był dyrygentem Komische Oper w Berlinie. Od 1920 do 1926 roku wykładał kompozycję i instrumentację w berlińskiej Hochschule für Musik.
Był reprezentantem neoromantyzmu w muzyce. Spośród jego kompozycji szczególną popularność zdobyła sobie uwertura do opery Donna Diana.

## Ważniejsze kompozycje
(na podstawie materiałów źródłowych)

### Utwory orkiestrowe
- 4 symfonie (I d-moll „Tragische” 1902, II B-dur „Ironische” 1904, III D-dur „im alten Stil” 1914, IV f-moll 1919)
- Tanzsymphonie (1924)
- suity symfoniczne (e-moll 1883, D-dur 1896, Traumspiel Suite 1915)
- Suite im alten Stil „Karneval” (1931)
- 2 serenady (I G-dur 1905, II G-dur 1920)
- Lustspiel-Ouvertüre (1895)
- 2 uwertury Raskolnikoff (I 1925, II 1929)
- Golpirol Ouvertüre (1930)
- Frühlings-Ouvertüre (1934)
- Orchesterfuge c-moll (1906)
- Introduktion und Valse Caprice na skrzypce i orkiestrę (1906)
- Konzertstück E-dur na skrzypce i orkiestrę (1918)
- Koncert skrzypcowy e-moll (1925)

### Utwory kameralne
- kwartety smyczkowe (c-moll 1882, cis-moll 1906, d-moll 1922, B-dur 1932)
- Für unsere Kleinen na trio fortepianowe (1921)

### Pieśni na głos i fortepian
- 3 Lieder (1883)
- 3 mélodies (1897)
- 3 Gesänge eines Vagabunden (1904)
- 3 Gedichte (1904)
- 3 deutsche Volkslieder aus „Des Knaben Wunderhorn” (1904, orkiestracja 1904)
- 3 Lieder (1905)
- 4 Bet- und Bussgesänge na alt lub bas i fortepian lub orkiestrę (1913)
- Schelmische Abwehr (1915)
- 3 Lieder (1921)
- Madonna am Rhein (1925)
- 7 Lieder für eine mittlere Singstimme (1930)

### Pieśni na głos i orkiestrę
- Ruhm und Ewigkeit na tenora i orkiestrę (1903)
- 2 Balladen und Fridericanischer Zait na bas i orkiestrę (1912, wersja na głos i fortepian 1921)

### Utwory wokalno-instrumentalne
- Requiem na głosy solowe, chór i orkiestrę (1894)
- Der Sieger na alt, chór i orkiestrę (1913)
- Der Frieden na chór i orkiestrę (1914)
- In Memoriam na alt, bas, chór, orkiestrę i organy (1915)

### Opery
- Die Jungfrau von Orleans (wyst. Praga 1887)
- Satanella (wyst. Praga 1888)
- Emmerich Fortunat (wyst. Praga 1889)
- opera komiczna Donna Diana (wyst. Praga 1894)
- Till Eulenspiegel (wyst. Karlsruhe 1902)
- Eros und Psyche (wyst. Wrocław 1917)
- Ritter Blaubart (wyst. Darmstadt 1920)
- Holofernes (wyst. Berlin 1923)
- Satuala (wyst. Lipsk 1927)
- Spiel oder Ernst? (wyst. Drezno 1930)
- Der Gondoliere des Dogen (wyst. Stuttgart 1931)
- Das Opfer (1932)
- Tenor und Bass (wyst. Sztokholm 1934)

### Operetka
- Die Angst von der Ehe (wyst. Frankfurt nad Menem 1914)